# Canadian Premier League
La Canadian Premier League (CPL) (en francés: Première ligue canadienne o PLC) es la principal liga profesional de fútbol en Canadá. Está organizada por la Asociación Canadiense de Fútbol (Canada Soccer). Se inició en abril del 2019.

## Sistema de disputa
Los  8 equipos juegan  entre sí mediante sistema de todos contra todos 4 veces totalizando 28 partidos cada uno. Al término de la temporada el equipo con más puntos califica  directamente a la final, mientras que el segundo y tercero disputan   un play-off por el derecho a disputar la final. El campeón clasifica a la Liga Concacaf.
Como valor agregado, cualquier club de este torneo puede clasificar a la Liga de Campeones de la Concacaf si gana el Campeonato Canadiense de Fútbol.
En el futuro, se espera que se implemente el sistema de ascenso y descenso cuando se amplie la cantidad de participantes de este certamen. En la primera temporada de la CPL, solo FC Edmonton, Forge FC, y Valour FC pudieron optar por la clasificación a la Liga Concacaf.
En los partidos, cada equipo deberá presentarse en la cancha con 6 jugadores canadienses como mínimo y 5 internacionales. Además, en las plantillas de los clubes, tienen que contar como máximo 7 futbolistas internacionales. 
Existe también la CPL–U Sports Draft, es un evento en el cual eligen jugadores provenientes de las universidades del país, similar al SuperDraft de la MLS.

## Equipos participantes

### Temporada 2025
| Canadian Premier League |                              |                           |           |         |
| Equipo                  | Ciudad/Área                  | Estadio                   | Capacidad | Fundado |
| Atlético Ottawa         | Ottawa, Ontario              | TD Place Stadium          | 24.000    | 2020    |
| Cavalry FC              | Calgary, Alberta             | ATCO Field                | 6.000     | 2018    |
| Forge FC                | Hamilton, Ontario            | Tim Hortons Field         | 23.218    | 2017    |
| HFX Wanderers FC        | Halifax, Nueva Escocia       | Wanderers Grounds         | 6.500     | 2018    |
| Pacific FC              | Langford, Columbia Británica | Westhills Stadium         | 6.000     | 2018    |
| Valour FC               | Winnipeg, Manitoba           | IG Field                  | 33.000    | 2017    |
| Vancouver FC            | Langley, Columbia Británica  | Willoughby Community Park | TBD       | 2022    |
| York United FC          | York, Ontario                | York Lions Stadium        | 12.500    | 2018    |

### Equipos por Entidad Federativa
| Provincia          | N.º | Equipos                                   |
| ------------------ | --- | ----------------------------------------- |
| Ontario            | 3   | Atlético Ottawa, Forge FC, York United FC |
| Columbia Británica | 2   | Pacific FC, Vancouver FC                  |
| Alberta            | 1   | Calvary FC                                |
| Manitoba           | 1   | Valour FC                                 |
| Nueva Escocia      | 1   | HFX Wanderers FC                          |

### Equipos desaparecidos
| Equipo      | Ciudad            | Años        |
| ----------- | ----------------- | ----------- |
| FC Edmonton | Edmonton, Alberta | (2019-2022) |

## Campeones

### Títulos de Liga por año
| Temp.                   | N.º | Campeón        | Res. | Subcampeón       | Fase regular                                                | Goleador                                                          | DT Campeón         |
| ----------------------- | --- | -------------- | ---- | ---------------- | ----------------------------------------------------------- | ----------------------------------------------------------------- | ------------------ |
| Canadian Premier League |     |                |      |                  |                                                             |                                                                   |                    |
| 2019                    | 1°  | Forge FC (1)   | 1:0  | Cavalry FC       | Torneo de Otoño: Cavalry FC Torneo de Primavera: Cavalry FC | Tristan Borges - 13 (Forge FC)                                    | Bobby Smyrniotis   |
| 2020                    | 2°  | Forge FC (2)   | 2:0  | HFX Wanderers FC | Fase regular: Cavalry FC                                    | Akeem Garcia - 6 (HFX Wanderers FC)                               | Bobby Smyrniotis   |
| 2021                    | 3°  | Pacific FC (1) | 1:0  | Forge FC         | Fase regular: Forge FC                                      | João Morelli - 14 (HFX Wanderers FC)                              | Pa Modou Kah       |
| 2022                    | 4°  | Forge FC (3)   | 2:0  | Atlético Ottawa  | Fase regular: Atlético Ottawa                               | Alejandro Díaz - 13 (Pacific FC)                                  | Bobby Smyrniotis   |
| 2023                    | 5°  | Forge FC (4)   | 2:1  | Cavalry FC       | Fase regular: Cavalry FC                                    | Ollie Bassett - 11 (Atlético Ottawa) Myer Bevan - 11 (Cavalry FC) | Bobby Smyrniotis   |
| 2024                    | 6°  | Cavalry FC (1) | 2:1  | Forge FC         | Fase regular: Forge FC                                      | Tobias Warschewski - 13 (Cavalry)                                 | Tommy Wheeldon Jr. |

### Títulos de Liga por equipo
| Equipo           | Títulos | Subcampeonatos | Años campeón           | Años subcampeón |
| ---------------- | ------- | -------------- | ---------------------- | --------------- |
| Forge FC         | 4       | 2              | 2019, 2020, 2022, 2023 | 2021, 2024      |
| Pacific FC       | 1       | 0              | 2021                   |                 |
| Cavalry FC       | 1       | 2              | 2024                   | 2019, 2023      |
| HFX Wanderers FC | 0       | 1              |                        | 2020            |
| Atlético Ottawa  | 0       | 1              |                        | 2022            |

## Estadísticas

### Tabla histórica de goleadores
| Pos. | Jugador           | G. | Part. | Prom. | (Equipo debut)     | Otros clubes   |
| ---- | ----------------- | -- | ----- | ----- | ------------------ | -------------- |
| 1    | Tristan Borges    | 13 | 27    | 0.48  | Forge FC (13)      |                |
| 2    | Easton Ongaro     | 13 | 28    | 0.46  | FC Edmonton (13)   |                |
| 3    | Akeem García      | 13 | 34    | 0.33  | HFX Wanderers (13) |                |
| 4    | Marco Bustos      | 12 | 34    | 0.35  | Valour FC (7)      | Pacific FC (5) |
| 5    | Terran Campbell   | 12 | 37    | 0.32  | Pacific FC (12)    |                |
| 6    | Dominique Malonga | 11 | 26    | 0.42  | Cavalry FC (11)    |                |

### Clasificación histórica

#### Ronda Regular
Actualizado el 8 de octubre de 2023.
|  | Pos. | Equipo           | Ciudad   | Temp. | PJ  | PG | PE | PP | GF  | GC  | Dif. | Camp. | Subc. | Puntos |
|  | ---- | ---------------- | -------- | ----- | --- | -- | -- | -- | --- | --- | ---- | ----- | ----- | ------ |
|  | 1    | Cavalry FC       | Calgary  | 5     | 119 | 67 | 26 | 26 | 180 | 116 | +64  | —     | 1     | 227    |
|  | 2    | Forge FC         | Hamilton | 5     | 119 | 62 | 24 | 34 | 182 | 116 | +66  | 3     | 1     | 207    |
|  | 3    | Pacific FC       | Langford | 5     | 119 | 48 | 29 | 42 | 170 | 156 | +14  | 1     | —     | 173    |
|  | 4    | York United FC   | York     | 5     | 119 | 39 | 35 | 45 | 148 | 164 | -16  | —     | —     | 152    |
|  | 5    | HFX Wanderers FC | Halifax  | 5     | 119 | 36 | 38 | 45 | 123 | 146 | -23  | —     | 1     | 146    |
|  | 6    | Valour FC        | Winnipeg | 5     | 119 | 36 | 26 | 57 | 137 | 169 | -32  | —     | —     | 134    |
|  | 7    | Atlético Ottawa  | Ottawa   | 4     | 91  | 31 | 26 | 34 | 111 | 122 | -11  | —     | 1     | 119    |
|  | 8    | FC Edmonton      | Edmonton | 4     | 91  | 18 | 27 | 46 | 97  | 139 | -42  | —     | —     | 81     |
|  | 9    | Vancouver FC     | Langley  | 1     | 28  | 8  | 5  | 15 | 28  | 50  | -22  | —     | —     | 29     |

|  | Actualmente en la Canadian Premier League |

#### Canadian Premier League playoffs
Actualizado el 23 de octubre de 2023.
|  | Pos. | Equipo           | Ciudad   | Part. | PJ | PG | PE | PP | GF | GC | Dif. | Puntos |
|  | ---- | ---------------- | -------- | ----- | -- | -- | -- | -- | -- | -- | ---- | ------ |
|  | 1    | Forge FC         | Hamilton | 3     | 6  | 4  | 2  | 0  | 10 | 4  | +6   | 10     |
|  | 2    | Pacific FC       | Langford | 3     | 6  | 2  | 1  | 3  | 9  | 9  | 0    | 7      |
|  | 3    | Atlético Ottawa  | Ottawa   | 1     | 2  | 1  | 1  | 0  | 3  | 1  | +2   | 4      |
|  | 4    | Cavalry FC       | Calgary  | 3     | 6  | 1  | 1  | 5  | 7  | 9  | -2   | 4      |
|  | 5    | HFX Wanderers FC | Halifax  | 1     | 3  | 1  | 1  | 1  | 3  | 7  | -4   | 4      |
|  | 6    | York United FC   | York     | 1     | 1  | 0  | 0  | 1  | 1  | 3  | -2   | 0      |

|  | Actualmente en la Canadian Premier League |

#### Canadian Premier League finals
Actualizado el 30 de octubre de 2022.
|  | Pos. | Equipo           | Ciudad   | Part. | PJ | PG | PE | PP | GF | GC | Dif. | Puntos |
|  | ---- | ---------------- | -------- | ----- | -- | -- | -- | -- | -- | -- | ---- | ------ |
|  | 1    | Forge FC         | Hamilton | 4     | 5  | 4  | 0  | 1  | 6  | 1  | +5   | 12     |
|  | 2    | Pacific FC       | Langford | 1     | 1  | 1  | 0  | 0  | 1  | 0  | +1   | 3      |
|  | 3    | Cavalry FC       | Calgary  | 1     | 2  | 0  | 0  | 2  | 0  | 2  | -2   | 0      |
|  | 4    | HFX Wanderers FC | Halifax  | 1     | 1  | 0  | 0  | 1  | 0  | 2  | -2   | 0      |
|  | 5    | Atlético Ottawa  | Ottawa   | 1     | 1  | 0  | 0  | 1  | 0  | 2  | -2   | 0      |

|  | Actualmente en la Canadian Premier League |